# Megan Cyr
Megan Cyr (* 1. Juni 1990 in Winnipeg) ist eine kanadische Volleyballspielerin.

## Karriere
Cyr begann ihre Karriere an der Lord Selkirk High School. Von 2008 bis 2012 studierte sie an der North Carolina State University und spielte in der Universitätsmannschaft. Außerdem kam sie in der kanadischen Junioren-Nationalmannschaft zum Einsatz. Nach ihrem Studium wechselte die Zuspielerin im Sommer 2013 zum österreichischen Erstligisten ASKÖ Linz-Steg. Im Dezember desselben Jahres wurde sie vom deutschen Bundesligisten Allianz MTV Stuttgart verpflichtet. Seit 2014 spielt Cyr in der Schweiz beim Neuchâtel Université Club Volleyball.